# Граулли

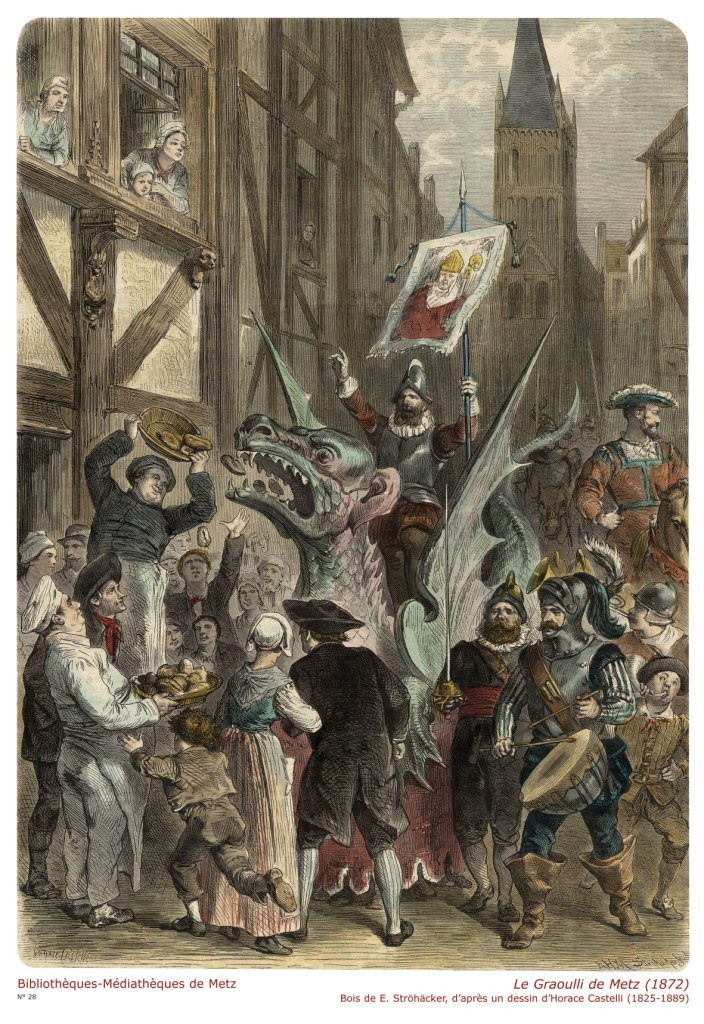
Дракон Граулли на картине Хораса Кастелли, 1872

Граулли (фр. Graoully, Graouilli) — дракон, обитавший во Франции, в реке Мозель.

## Предание
Согласно легенде, обитавший прежде в Мозеле дракон Граулли поселился в руинах римского амфитеатра лотарингского города Мец и наводил ужас на местное население. Изгнать чудовище удалось в III веке первому епископу Меца, святому Клименту, победившему дракона тем, что он наложил и обернул шею Граулли своей столой, а затем вывел его из города. Затем святой с Граулли направились к реке Сейль, на одном из островов которой чудовище «провалилось сквозь землю». Образовавшееся отверстие Святой Климент завалил обломком скалы, который показывают и по сей день.
Франсуа Рабле так описывает Граулли: Его глаза больше его брюха, голова больше его тела, с широкой, огромной пастью и острыми зубами.

## Почитание
Вплоть до 1769 года, 23 августа, в день Святого Георгия, в Меце отмечался праздник дракона Граулли. При этом по улицам города проносилось чучело дракона. Каждый пекарь либо хлеботорговец, мимо заведения которого «проходил» Граулли, накалывал чудищу на язык булочку или хлебец — своего рода ритуальную, бескровную жертву дракону.
Память о драконе Граулли сохранилась в Меце и в наше время. Так, на гербе футбольного клуба Мец изображён Граулли.